# Taubendorf

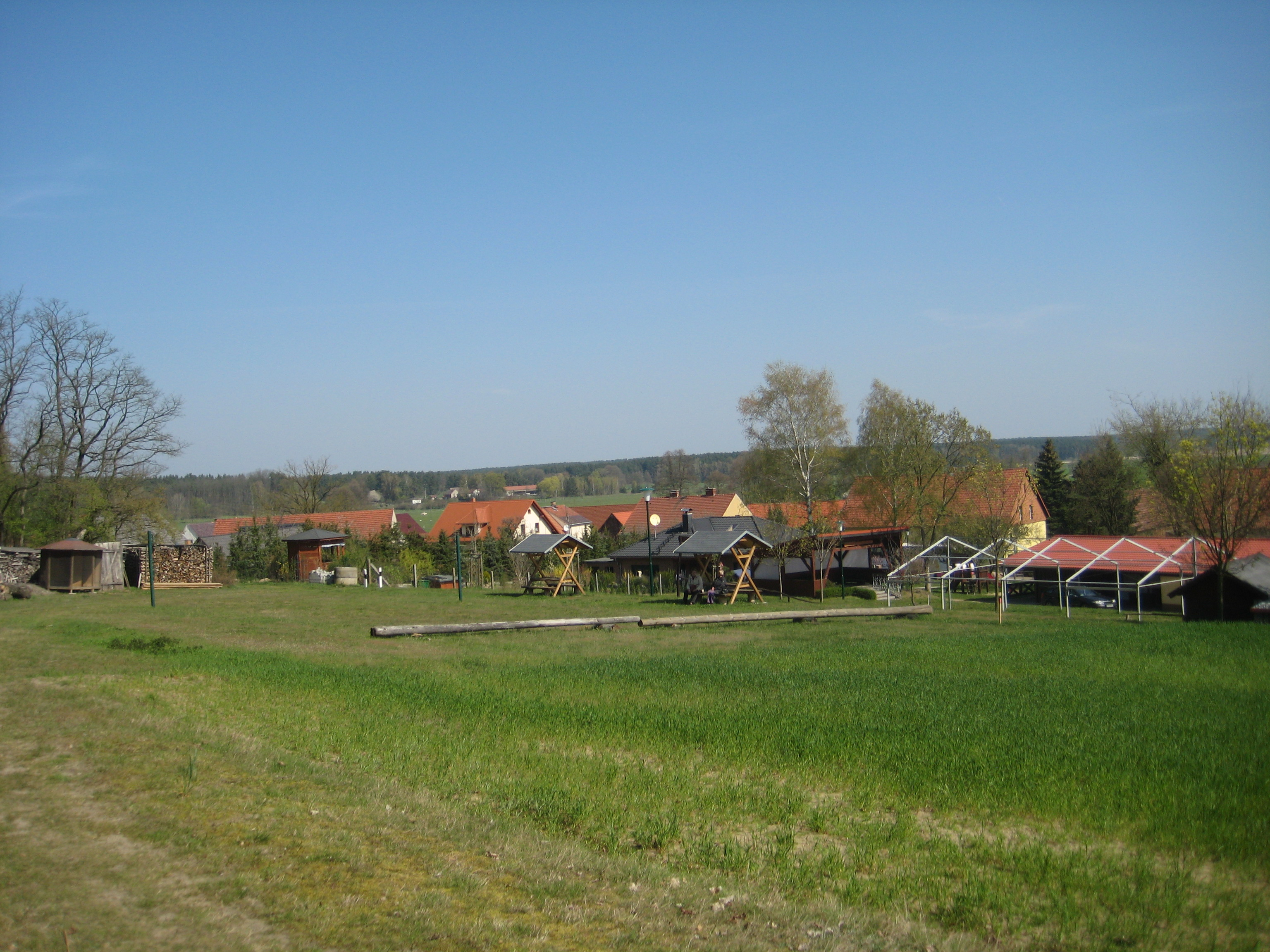
Taubendorf

Taubendorf, niedersorbisch Dubojce, ist ein Dorf in der Gemeinde Schenkendöbern im Landkreis Spree-Neiße in Brandenburg.

## Geschichte
Taubendorf wurde im Jahr 1480 als Tawbendorf erstmals urkundlich erwähnt. Der Ort gehörte bis 1806 zum Kurfürstentum Sachsen und danach zum Königreich Sachsen, dieses musste die Niederlausitz schließlich nach den Beschlüssen des Wiener Kongresses an das Königreich Preußen abtreten. Ab 1816 gehörte die Landgemeinde Taubendorf zum Landkreis Guben in der Provinz Brandenburg.
Nach dem Zweiten Weltkrieg wurde der Ortsteil Albertinenaue aus der Nachbargemeinde Pohsen nach Taubendorf umgegliedert, da Pohsen als östlich der Lausitzer Neiße gelegenes Dorf nach Polen kam. Taubendorf lag zunächst in der Sowjetischen Besatzungszone und ab 1949 in der DDR. Bei der DDR-Kreisreform am 25. Juli 1952 kam Taubendorf zum Kreis Guben im Bezirk Cottbus. Am 1. Februar 1974 wurde Taubendorf nach Groß Gastrose eingemeindet. Nach der Wiedervereinigung lag Taubendorf zunächst im Landkreis Guben, der 1993 im neuen Landkreis Spree-Neiße aufging. Am 28. Mai 1998 wurde Groß Gastrose als Gemeinde aufgelöst und deren Ortsteile nach Gastrose-Kerkwitz eingemeindet. Seit einer weiteren Gemeindereform am 26. Oktober 2003 gehört Taubendorf zur Gemeinde Schenkendöbern.

## Tagebau
Taubendorf befindet sich am Rande des Braunkohletagebaus Jänschwalde und direkt an der Grenze zu Polen. Wären die ursprünglichen Pläne für den Tagebau Jänschwalde Nord, sowie Pläne für neue Tagebaue auf der polnischen Seite umgesetzt worden, wäre Taubendorf zur Halbinsel zwischen drei Tagebauen geworden. Unter Taubendorf selbst befindet sich jedoch keine Kohle, weshalb das Dorf selbst nicht zur Abbaggerung vorgesehen war. Als Protest gegen diese Pläne wurde eine Mahnglocke errichtet, die seit dem 9. Juni 2013 täglich 5 Minuten vor 18 Uhr erklingt.
Bereits jetzt ist das Dorf stark durch Staub und Grundwasserabsenkungen des bestehenden Tagebaubetriebs beeinträchtigt.